# Ohio State University

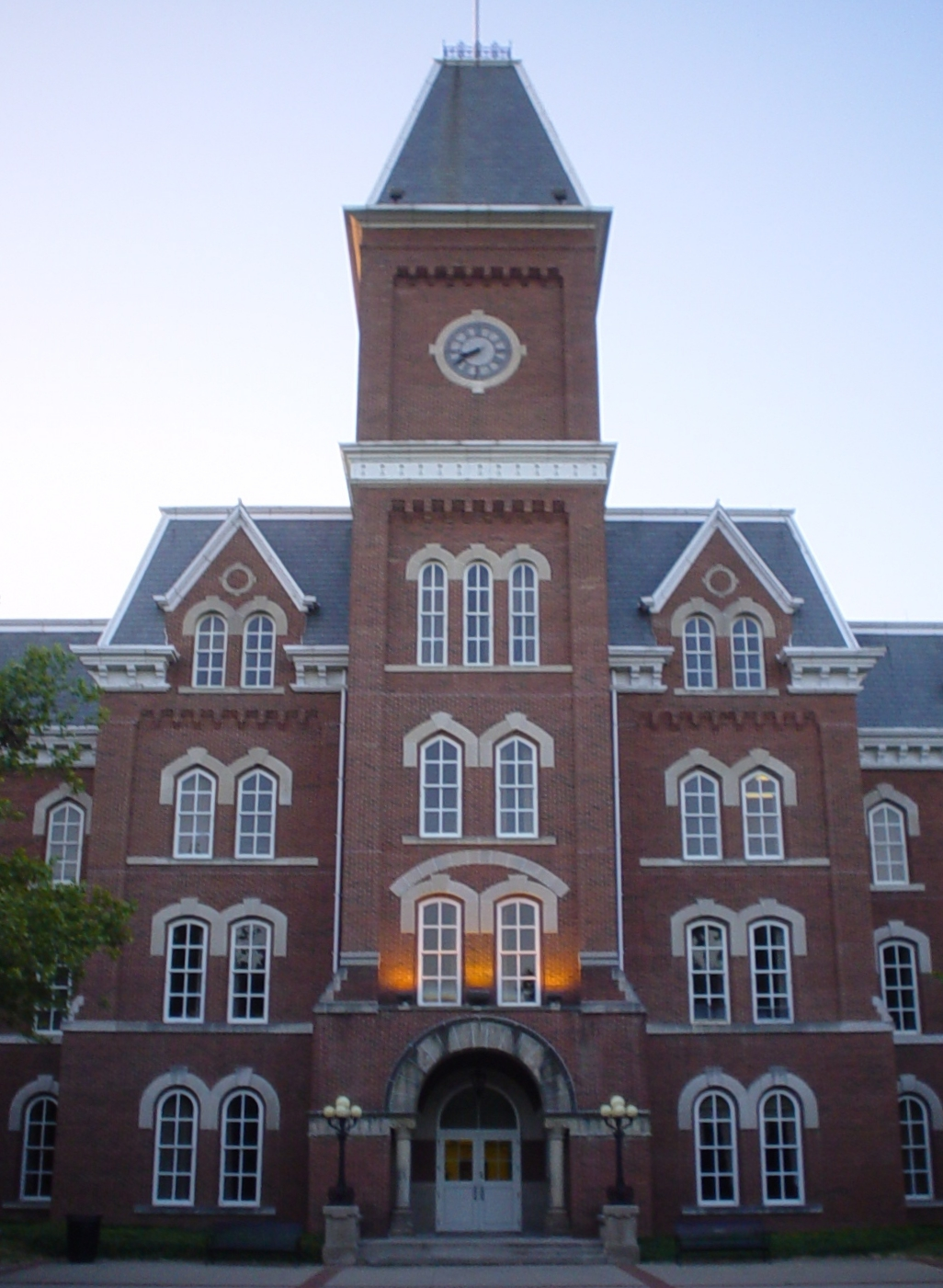
Die University Hall der OSU

The Ohio State University (OSU) ist eine der größten Universitäten der USA, bestehend aus dem Hauptcampus, der sich in Columbus befindet und den Nebencampus in Lima, Mansfield, Marion und Newark.
Gemessen an der Zahl der Studierenden war der Campus der Ohio State University OSU in Columbus 2020 die größte Universität im Bundesstaat Ohio und die drittgrößte Universität der USA. Die OSU gehört zu den besten staatlichen Universitäten der USA und wird daher als sogenannte Public Ivy gezählt. Sie ist besonders für ihre Studiengänge in Sprachwissenschaften, Lehramt und Kunst bekannt und ist dem Nachrichtenmagazin US News zufolge eine der zwanzig besten öffentlichen Universitäten in den USA und die beste in Ohio. Sie ist zudem Mitglied der Association of American Universities, einem seit 1900 bestehenden Verbund führender forschungsintensiver nordamerikanischer Universitäten. Ihr Motto lautet „Disciplina in civitatem“.

## Geschichte
The Ohio State University wurde 1870 unter dem Namen Ohio Agricultural and Mechanical College gegründet und ist seit 1873 auch für Studenten geöffnet. Die Universität lag ursprünglich am nördlichen Rand von Columbus in einer landwirtschaftlich geprägten Gegend. Darum sollten zunächst nur Abschlüsse in mechanischen und landwirtschaftlichen Ausbildungen vergeben werden. 1878 wurde das Bildungsangebot jedoch auch auf andere Bereiche ausgeweitet, was dazu führte, dass die Universität ihren Namen häufig änderte, bis sie schließlich ihren heutigen Namen annahm.
Bis 1998 betrieb die OSU das Radioteleskop The Big Ear, das größte und langlebigste Radioteleskop des SETI-Projekts. 1977 sorgte es mit dem Empfang des Wow-Signals auch international für Aufmerksamkeit.

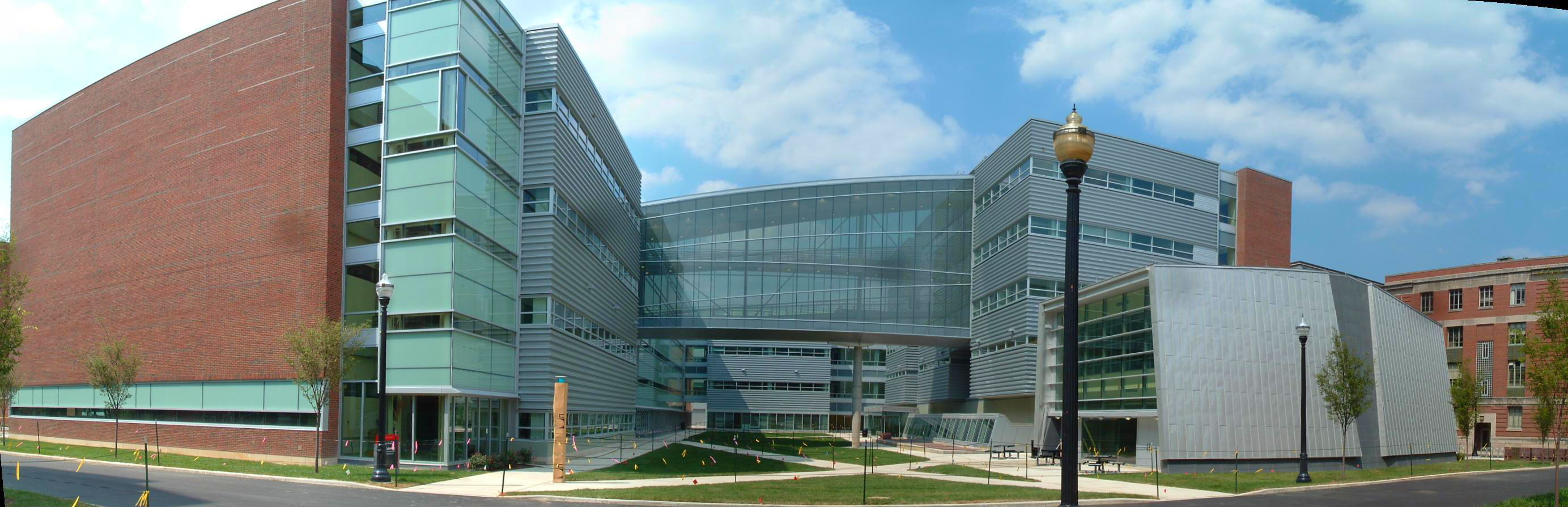
Das Scott Lab

## Zahlen zu den Studierenden
Im Herbst 2020 strebten von den 61.369 Studierenden am Hauptcampus 46.984 ihren ersten Studienabschluss an, sie waren also undergraduates. Davon waren 50 % weiblich und 50 % männlich. 14.385 arbeiteten auf einen weiteren Abschluss hin, sie waren postgraduates.
580.000 Personen wurden als Ehemalige der Universität (Alumni) gezählt.
Mit 57.466 Studierenden und rund 5.000 Mitarbeitern war der Campus in Columbus 2012 der viertgrößte zusammenhängende der USA; mit allen Standorten waren es damals 63.217 Eingeschriebene.

## Sport

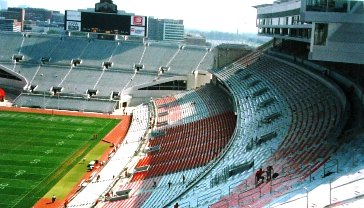
Das Stadion

Die Sportteams der Universität werden Buckeyes (englisch für „Rosskastanien“) genannt und nehmen in der Division I der NCAA teil. Ihr Maskottchen heißt Brutus. Sportveranstaltungen – insbesondere Football-Spiele – finden häufig im Ohio Stadium statt, das aufgrund seiner Hufeisenform im Volksmund als Horseshoe bekannt ist und über 100.000 Zuschauern Platz bietet.
Die Schweizer Fußball-Nationalspielerin Lara Dickenmann absolvierte bis 2008 ein Wirtschaftsstudium und spielte daneben im Fussballteam der Universität.
Der dreifache Schweizer Rekordhalter im Schwimmen, Stefan Sigrist aus Schaffhausen, absolvierte bis 2010 wie Lara Dickenmann ein Wirtschafts- und Politologiestudium und trainierte nebenbei im Uni-Schwimmteam. 2010 gewann er mit den Buckeyes die Big 10 Championships.

## Medien der OSU
Die Universität betreibt neben ihrem, der öffentlichen Fernsehanstalt PBS nahestehenden, Fernsehsender namens WOSU-TV die beiden Radiostationen WOSU-AM und WOSU-FM (unterstützt von NPR und BBC). Schon seit 2003 wird das Fernsehprogramm in HDTV ausgestrahlt. Die Universitätszeitung trägt den Namen The Lantern (deutsch: „Die Laterne“). Zudem produziert die Universität das Literaturmagazin Mosaic.

Neben den offiziellen Medien der Universität gibt es auch von Studierenden betriebene Medien, wie den Radiosender The Underground, der jedoch aufgrund mangelnder Verfügbarkeit von Sendefrequenzen ausschließlich im Internet ausgestrahlt wird, und die Fernsehstation Buckeye-TV, der hauptsächlich auf dem universitätseigenen Kabelnetz ausgestrahlt wird. Auch die monatlich erscheinende Zeitung The Sentinel (deutsch: Die Wache) wird von Studierenden vertrieben, erreicht aber nicht die Verbreitung der The Lantern.

## Bekannte Absolventen

### Geschichte
- Aaron Schrein (* 1969), Pädagoge und Schiedsrichter im American Football

### Kunst
- Walter S. Gibson (1932–2018), Kunsthistoriker und Universitätsprofessor
- Paul Hornschemeier (* 1977), Comiczeichner
- Roy Lichtenstein (1923–1997), Lehrer und Maler der Pop Art
- Stephen Montague (* 1943), Komponist, Pianist und Dirigent
- Beth Cavener Stichter (* 1972), Künstlerin
- Ann Twardowicz (1929–1973), Malerin und Grafikerin

### Mathematik
- Mabel Barnes (1905–1993), Mathematikerin und Hochschullehrerin
- Thyrsa Anne Frazier (1930–1999), Mathematikerin und Hochschullehrerin
- Charles Chidume (1947–2021), nigerianischer Mathematiker und Hochschullehrer

### Politik
- JD Vance (* 1984), 50. Vizepräsident der Vereinigten Staaten

### Soziologie
- Sara Kiesler (* 1940), Psychologin, Informatikerin und Hochschullehrerin
- Frank Schmalleger

### Sportler
- Matt Bartkowski (* 1988), Eishockeyspieler, kein Abschluss
- Joey Bosa (* 1995), American-Football-Spieler
- Nick Bosa (* 1997), American-Football-Spieler
- Joe Burrow (* 1996), American-Football-Spieler
- Mike Conley, Jr. (* 1987), Basketballspieler
- Taylor Decker (* 1993), American-Football-Spieler
- Spiro Dellerba (1923–1968), American-Football- und Canadian-Football-Spieler
- Francesca Di Lorenzo (* 1997), Tennisspielerin
- Ryan Dzingel (* 1992), Eishockeyspieler
- Ezekiel Elliott (* 1995), American-Football-Spieler
- Justin Fields (* 1999), American-Football-Spieler
- Sonny Gandee (1929–2013), American-Football-Spieler
- Eddie George (* 1973), American-Football-Spieler
- Sid Gillman (1911–2003), American-Football-Spieler und -Trainer
- Lou Groza (1924–2000), American-Football-Spieler und -Trainer
- Archie Griffin (* 1954), Footballspieler
- Paul Hamm (* 1982), Kunstturner
- Marvin Harrison Jr. (* 2002), American-Football-Spieler
- Dwayne Haskins (1997–2022), American-Football-Spieler
- John Havlicek (1940–2019), Basketballspieler
- Santonio Holmes (* 1984), American-Football-Spieler
- Carlos Hyde (* 1990), American-Football-Spieler
- Ryan Kesler (* 1984), Eishockeyspieler
- Bob Knight (1940–2023), Basketballtrainer
- Dante Lavelli (1923–2009), American-Football-Spieler
- Jerry Lucas (* 1940), Basketballspieler
- Jamie Macoun (* 1961), kanadischer Eishockeyspieler
- Nick Mangold (* 1984), American-Football-Spieler
- Don McCafferty (1921–1974), American-Football-Spieler und -Trainer
- Liam McCullough (* 1997), American-Football-Spieler
- Josh Myers (* 1998), American-Football-Spieler
- Jack Nicklaus (* 1940), Golfspieler
- Jesse Owens (1913–1980), Leichtathlet
- Greg Oden (* 1988), Basketballspieler, kein Abschluss
- Jim Parker (1934–2005), American-Football-Spieler
- Michael Redd (* 1979), Basketballspieler
- D’Angelo Russell (* 1996), Basketballspieler
- Rob Sims (* 1983), American-Football-Spieler
- Katie Smith (* 1974), Basketballspielerin
- Dave Steckel (* 1982), Eishockeyspieler
- Emma Terho (* 1981), finnische Eishockeyspielerin
- Matt Terwilliger (* 1985), Basketballspieler
- Michael Thomas (* 1993), American-Football-Spieler
- Evan Turner (* 1988), Basketballspieler
- R.J. Umberger (* 1982), Eishockeyspieler
- Duane Washington Jr. (* 2000), Basketballspieler, kein Abschluss
- Bill Willis (1921–2007), American-Football-Spieler und -Trainer
- Chase Young (* 1999), American-Football-Spieler

### Ingenieure
- James M. Early (1922–2004), Elektrotechnik-Ingenieur